# Canton de Nogent-sur-Oise
Le canton de Nogent-sur-Oise est une circonscription électorale française située dans le département de l'Oise et la région Hauts-de-France.

## Histoire
Un nouveau découpage territorial de l'Oise entre en vigueur à l'occasion des élections départementales de 2015. Il est défini par le décret du 20 février 2014, en application des lois du 17 mai 2013 (loi organique 2013-402 et loi 2013-403). Les conseillers départementaux sont, à compter de ces élections, élus au scrutin majoritaire binominal mixte. Les électeurs de chaque canton élisent au Conseil départemental, nouvelle appellation du Conseil général, deux membres de sexe différent, qui se présentent en binôme de candidats. Les conseillers départementaux sont élus pour 6 ans au scrutin binominal majoritaire à deux tours, l'accès au second tour nécessitant 12,5 % des inscrits au 1er tour. En outre la totalité des conseillers départementaux est renouvelée. Ce nouveau mode de scrutin nécessite un redécoupage des cantons dont le nombre est divisé par deux avec arrondi à l'unité impaire supérieure si ce nombre n'est pas entier impair, assorti de conditions de seuils minimaux. Dans l'Oise, le nombre de cantons passe ainsi de 41 à 21.
Le canton de Nogent-sur-Oise est formé de communes des anciens cantons de Liancourt (4 communes) et de Creil-Nogent-sur-Oise (2 communes). Avec ce redécoupage administratif, le territoire du canton s'affranchit des limites d'arrondissements, avec 4 communes incluses dans l'arrondissement de Clermont et 2 dans l'arrondissement de Senlis. Le bureau centralisateur est situé à Nogent-sur-Oise.

## Représentation
| Période élective | Période élective | Mandat | Mandat   | Identité            | Nuance | Nuance | Qualité |
| ---------------- | ---------------- | ------ | -------- | ------------------- | ------ | ------ | --- |
| 2015             | 2021             | 2015   | 2021     | Christophe Dietrich |        | LR     | Fonctionnaire de police en disponibilité Maire de Laigneville                                                    |
| 2015             | 2021             | 2015   | 2021     | Gillian Roux        |        | LR     | Actionnaire et administratrice d’une société familiale Administratrice de l'OPAC de l'Oise, Nogent-sur-Oise      |
| 2021             | 2028             | 2021   | en cours | Christophe Dietrich |        | LR     | Conseiller sortant                                                                                               |
| 2021             | 2028             | 2021   | en cours | Gillian Roux        |        | LR     | Conseillère sortante, conseillère municipale de Nogent-sur-Oise, Déléguée, chargée des relations internationales |

### Résultats détaillés

#### Élections de mars 2015
À l'issue du 1er tour des élections départementales de 2015, deux binômes sont en ballottage : Fabienne Becquemin et Claude Degave (FN, 32,93 %) et Christophe Dietrich et Gillian Roux (Union de la Droite, 20,32 %). Le taux de participation est de 45,97 % (10 119 votants sur 22 014 inscrits) contre 51,32 % au niveau départemental et 50,17 % au niveau national.
Au second tour, Christophe Dietrich et Gillian Roux (Union de la Droite) sont élus avec 56,6 % des suffrages exprimés et un taux de participation de 43,79 % (4 865 voix pour 9 641 votants et 22 014 inscrits).

#### Élections de juin 2021
Le premier tour des élections départementales de 2021 est marqué par un très faible taux de participation (33,26 % au niveau national). Dans le canton de Nogent-sur-Oise, ce taux de participation est de 26,86 % (5 885 votants sur 21 913 inscrits) contre 32,46 % au niveau départemental. À l'issue de ce premier tour, deux binômes sont en ballottage : Christophe Dietrich et Gillian Roux (DVD, 38,38 %) et Lauriane Leriche et Gérard Weyn (Union à gauche avec des écologistes, 27,58 %).
Le second tour des élections est marqué une nouvelle fois par une abstention massive équivalente au premier tour. Les taux de participation sont de 34,36 % au niveau national, 32,8 % dans le département et 27,79 % dans le canton de Nogent-sur-Oise. Christophe Dietrich et Gillian Roux (DVD) sont élus avec 61,45 % des suffrages exprimés (3 512 voix pour 6 093 votants et 21 928 inscrits),,.

## Composition
Le canton de Nogent-sur-Oise comprend six communes entières.
| Nom                                     | Code Insee | Intercommunalité                     | Superficie (km2) | Population (dernière pop. légale) | Densité (hab./km2) | Modifier                                    |
| --------------------------------------- | ---------- | ------------------------------------ | ---------------- | --------------------------------- | ------------------ | ------------------------------------------- |
| Nogent-sur-Oise (bureau centralisateur) | 60463      | CA Creil Sud Oise                    | 7,46             | 21 859 (2022)                     | 2 930              | modifier les données · modifier les données |
| Cauffry                                 | 60134      | CC du Liancourtois - la Vallée dorée | 4,74             | 2 669 (2022)                      | 563                | modifier les données · modifier les données |
| Laigneville                             | 60342      | CC du Liancourtois - la Vallée dorée | 8,53             | 4 846 (2022)                      | 568                | modifier les données · modifier les données |
| Mogneville                              | 60404      | CC du Liancourtois - la Vallée dorée | 3,91             | 1 495 (2022)                      | 382                | modifier les données · modifier les données |
| Monchy-Saint-Éloi                       | 60409      | CC du Liancourtois - la Vallée dorée | 3,88             | 2 161 (2022)                      | 557                | modifier les données · modifier les données |
| Villers-Saint-Paul                      | 60684      | CA Creil Sud Oise                    | 4,93             | 6 500 (2022)                      | 1 318              | modifier les données · modifier les données |
| Canton de Nogent-sur-Oise               | 6016       |                                      | 33,45            | 39 530 (2022)                     | 1 182              | modifier les données                        |

## Démographie
En 2022, le canton comptait 39 530 habitants, en évolution de +7,39 % par rapport à 2016 (Oise : +0,87 %, France hors Mayotte : +2,11 %).
| 2013   | 2018   | 2022   |
| ------ | ------ | ------ |
| 35 531 | 37 722 | 39 530 |